# Allomethus mysticus
Allomethus mysticus är en tvåvingeart som beskrevs av Wilhelm Ludwig Rapp 1943. Allomethus mysticus ingår i släktet Allomethus och familjen ögonflugor.
Artens utbredningsområde är Québec. Inga underarter finns listade i Catalogue of Life.